# A manőver
A manőver (eredeti cím: Slingshot) 2024-ben bemutatott amerikai sci-fi filmthriller, amelyet R. Scott Adams és Nathan Parker forgatókönyvéből Mikael Håfström rendezett. A főbb szerepekben Casey Affleck, Laurence Fishburne, Emily Beecham, Tomer Kapon és David Morrissey látható.
A filmet 2024. augusztus 30-án mutatták be a mozikban. Általánosságban vegyes véleményeket kapott a kritikusoktól.

## Cselekmény
John űrhajós hosszú hibernáció után felébred, ez a folyamat lehetővé teszi, hogy az emberek hatalmas távolságokat tegyenek meg az világűrben. Az Odyssey 1 űrszonda fedélzetén van, amely éppen a Szaturnusz egyik holdjára, a Titánra tart. Ezen a küldetésen a hajó kapitánya, Franks, és Nash űrhajós szakember kíséri el. Mindannyian időnként hibernációban töltik az idejüket, aminek bizonyos negatív hatásai vannak, amire az űrhajó számítógépes rendszere figyelmeztet. Ennek ellenére minden alkalommal mindannyian észhez térnek, és belevetik magukat a munkába. A küldetés tagjai kommunikálnak a küldetésirányító központtal is, hogy tájékoztassák őket a helyzetről. Az Odyssey 1 legénységének hamarosan veszélyes manővert kell végrehajtania, hogy a Jupiter gravitációs mezejét kihasználva gyorsulást nyerjen és elérje a Titánt.
Legutóbbi ébredése óta John egyre többet gondol Zoe-ra, aki szintén részt vett a projektben. Romantikus kapcsolatot alakított ki vele, de az űrhajós megértette, hogy a legfontosabb számára az, hogy csatlakozzon az Odyssey 1 csapatához. A küldetés előrehaladtával Johnnak élénk és zavaró hallucinációi támadnak, és a valósághoz való ragaszkodása kezd meginogni. 
Következő ébredése során John valami furcsa dolognak lesz szemtanúja. Úgy tűnik, az űrhajó összeütközött valamivel, és a hajótest sérüléseket szenvedett. Az űrhajó rendszere azonban nem mutat meghibásodást. Nashnek ezért aggasztó gondolatai támadnak, és megpróbálja meggyőzni a kapitányt, hogy a küldetésük talán kudarcot vallott, és haza kellene térniük, mert így nem kockáztathatják az életüket. Franks azonban nem hallgat rá. Ennek érdekében Nash megpróbálja rábeszélni Johnt, hogy legközelebb kicsit korábban keljen fel a hibernációból, és vezesse vissza a hajót a Földre.

## Szereplők
| Szerep          | Színész            | Magyar hang      |
| --------------- | ------------------ | ---------------- |
| John            | Casey Affleck      | Hevér Gábor      |
| Franks kapitány | Laurence Fishburne | Schneider Zoltán |
| Zoe             | Emily Beecham      | Solecki Janka    |
| Nash            | Tomer Capone       | Dévai Balázs     |
| Napier          | David Morrissey    |                  |
| Gordon          | Mark Ebulué        |                  |

### Magyar változat
- Bemondó: Abaházi Csaba
- Magyar szöveg: Hajnal Nagy Éva
- Hangmérnök és szinkronrendező: Kelemen Tamás
- Rendezőasszisztens: Fazekas Eszter
- Gyártásvezető: Molnár Melinda
- Produkciós vezető: Kovács Anita

A szinkront a Dream Voice Stúdió készítette el.

## A film készítése
2021. november 23-án jelentették be, hogy Mikael Håfström rendezi a filmet R. Scott Adams és Nathan Parker forgatókönyvéből. A filmet a Bluestone Entertainment gyártotta. Barry Chusid volt a díszlettervező és Pär M Ekberg az operatőr. A film bejelentése mellett Casey Affleck, Laurence Fishburne, Emily Beecham, Tomer Capone, David Morrissey és Mark Ebulué is kapott szerepet. Chelsea Ellis Bloch és Marisol Roncali voltak a szereposztási rendezők. 2021. december 1-jén kezdődött a forgatás a Korda Studiosban és más budapesti helyszíneken. A zenét Steffen Thum szerezte, míg a produceri feladatokat Lorne Balfe látta el.

## Bemutató
2024 februárjában a Bleecker Street megvásárolta a film amerikai forgalmazási jogait. A filmet 2024. augusztus 30-án mutatták be az Amerikai Egyesült Államokban, a négynapos Labor Day hétvégén.